# Det blod som Jesus göt för mig
Det blod som Jesus göt för mig är en psalm med text och musik skriven 1966 av Andraé Crouch. Texten översattes till svenska av Barbro Törnberg-Karlsson.

## Publicerad i
- Segertoner 1988 som nr 446 under rubriken "Ur kyrkoåret - Jesu lidande och död – fastetiden".[1]